# François de Montholon
François de Montholon (Autun, 1480 circa – Villers-Cotterêts, 12 giugno 1543) è stato un giurista e politico francese.
Primo del suo casato a portare il nome François, signore di Vivier, d'Aubervilliers e di Gaillonnet presso Seraincourt, fu presidente del Parlamento di Parigi e guardasigilli sotto Francesco I dal 9 agosto 1542 al 15 giugno 1543. Suo figlio, François II de Montholon, fu guardasigilli e cancelliere sotto Enrico III. 

## La famiglia
François de Montholon è figlio di Nicolas II de Montholon, signore di Pleuveron, luogotenente generale del baliato di Autun, morto il 19 ottobre 1496, e di Jeanne Chappet, figlia del signore di La Bouillie. È fratello di Jean de Montholon, eletto cardinale ma deceduto prematuramente nel 1528. La nonna, Marie de Ganay, era zia di Jean de Ganay, anch'egli cancelliere di Francia.
Il blasone dei Montholon porta: Un montone d'oro su fondo azzurro, al capo d'oro con tre cinquefoglie d'argento.

## Biografia
De Montholon è avvocato del re presso il Parlamento di Digione, prima di trasferirsi al foro di Parigi, su consiglio del suo prozio Germain de Ganay, vescovo di Orléans.
Nel 1521 a Parigi si distingue per la partecipazione a uno dei più grandi processi dell'epoca: quello che vedeva contrapposti la duchessa di Angoulême, Luisa di Savoia, madre di re Francesco I, al Connestabile di Francia Carlo III, duca di Borbone. De Montholon difese con passione Carlo di Borbone dalle prepotenti pretese di Luisa di Savoia, assistita da Guillaume Poyet, che voleva riunificare alla corona il potente ducato di Borbone. Carlo di Borbone perse la causa, ma Francesco I notò la correttezza di de Montholon per come difese il suo assistito pur scontrandosi con la regina madre.
Dopo la morte della madre, nel 1531, il re può finalmente premiare i meriti di de Montholon: gli confida prima una carica da avvocato generale al parlamento di Parigi per nominarlo poi, il 28 settembre 1532, presidente dello stesso parlamento. 

### Epitaffio di François de Montholon composto da Gilles d'Aurigny
François de Montholon morì il 12 giugno 1543 a Villers-Cotterêts. Il suo corpo venne portato a Parigi dove venne inumato nella chiesa di Saint-André-des-Arcs.
Non pour lutter ou combattre à outrance
Mais pour donner à tous François ſecours
 
Par jugement & loyalle ſentence»
(Epitaffio di François de Montholon)

### La discendenza
François de Montholon si sposò il 29 maggio 1514 con Jeanne Berthoul, ma rimasto vedovo si risposa il 18 luglio 1524 con Marie Boudet da cui ebbe François II de Montholon (1528-1590), futuro procuratore generale della regina, guardasigilli e cancelliere di Francia.

## Opere
La Remonstrance faite par Monsieur le Garde des Sceaux de France, en l'Assemblée des Estats.